# Веньсю
Веньсю з роду Ердет (кит.: 額爾德特·文繡, 20 грудня 1909 — 17 вересня 1953) — наложниця і друга дружина Пуї, колишнього імператора Китаю. Монголка за походженням.

## Біографія
Поряд з Пуї та Вань Жун залишила Заборонене місто в 1924 і прибула до Тяньцзіня на правах його «молодшої дружини».
У 1931 добилася від Пуї розлучення, але при цьому була позбавлена всіх імператорських привілеїв та звань.
У 1947 вийшла заміж за Лю Чженьдуна.
У 2004 представники Імператорського дому династії Цін не надали Веньсю посмертного титулу (на відміну від інших наложниць, наприклад, Тань Юйлін), пославшись на зниження її статусу після розлучення з Пуї.

## Образ у кіно
- 1987 - Останній імператор -роль Веньсю виконала Вівіан Ву.